# 1962 w lotach kosmicznych
| Data                 | Ładunek             | Rakieta        | Opis |
| -------------------- | ------------------- | -------------- | --- |
| 26 stycznia 1962     | Ranger 3            | Atlas Agena B  | Z powodu usterki w systemie kierowania nieudana próba zderzenia się sondy z powierzchnią Księżyca. |
| 8 lutego 1962        | TIROS 4             | Thor Delta     | Zapoczątkował regularne obserwacje pokrywy lodowej na oceanach. |
| 20 lutego 1962       | Friendship 7        | Atlas D        | Pierwszy amerykański załogowy orbitalny lot kosmiczny. John Glenn po wykonaniu trzech okrążeń Ziemi, bezpiecznie wylądował na powierzchni Atlantyku. |
| 7 marca 1962         | OSO 1               | Thor Delta     | Satelita służył do obserwacji Słońca w promieniach rentgenowskich, UV i gamma. |
| 16 marca 1962        | Kosmos 1            | Kosmos         | Satelita technologiczny służący do badania możliwości prowadzenia rozpoznania wojskowego za pomocą satelitów. |
| 6 kwietnia 1962      | Kosmos 2            | Kosmos         | Test rozwiązań technologicznych dla przyszłych satelitów, badanie poziomu promieniowania kosmicznego. |
| 9 kwietnia 1962      | MIDAS 5 West Ford 1 | Atlas Agena B  | *Czwarty amerykański satelita wczesnego ostrzegania mający wykrywać ślad cieplny promieniowania podczerwonego startujących radzieckich rakiet balistycznych. *Kolejna próba rozproszenia na orbicie 480 milionów miedzianych igieł każda o wymiarach długość 2 cm średnica 0,003 cm, które miały stworzyć rodzaj orbitalnego reflektora dla fal radiowych. |
| 23 kwietnia 1962     | Ranger 4            | Atlas Agena B  | Pierwsza amerykańska sonda, która dotarła do Księżyca. Sukces misji był częściowy ponieważ sonda z powodu awarii nie przesłała na Ziemię zdjęć i wyników pomiarów. |
| 24 kwietnia 1962     | Kosmos 3            | Kosmos         | Test rozwiązań technologicznych dla przyszłych satelitów, badanie poziomu promieniowania kosmicznego. |
| 26 kwietnia 1962     | Kosmos 4            | Wostok         | Pierwsza udana misja radzieckiego satelity wywiadowczego. Zenit 2 2 został zbudowany w oparciu o projekt statków załogowych Wostok. |
| 26 kwietnia 1962     | Ariel 1             | Thor Delta     | Pierwszy satelita naukowy, który powstał w wyniku współpracy międzynarodowej, USA i Wielkiej Brytanii. Badał wpływ Słońca na ziemską jonosferę. |
| 24 maja 1962         | Aurora 7            | Atlas D        | Drugi amerykański załogowy orbitalny lot kosmiczny. Scott Carpenter po wykonaniu trzech okrążeń Ziemi, bezpiecznie wylądował na powierzchni Atlantyku. |
| 28 maja 1962         | Kosmos 5            | Kosmos         | Test rozwiązań technologicznych dla przyszłych satelitów, badanie poziomu promieniowania kosmicznego. |
| 2 czerwca 1962       | Corona 43 OSCAR 2   | Thor Agena B   | *Piąty amerykański satelita satelita rozpoznawczy z serii Keyhole-4 mający robić zdjęcia powierzchni Ziemi. Misja zakończona niepowodzeniem z powodu nieprzechwycenia lądującej kapsuły z filmem i jej zatonięcia w oceanie. *Drugi amerykański satelita przeznaczony dla łączności radioamatorskiej. Jego misja trwała 18 dni.                            |
| 19 czerwca 1962      | TIROS 5             | Thor Delta     | Piąty satelita meteorologiczny z serii TIROS. Wykrył dwa huragany i cztery tajfuny. |
| 30 czerwca 1962      | Kosmos 6            | Kosmos         | Satelita z serii DS-P1 służący do kalibracji radarów wczesnego ostrzegania. |
| 10 lipca 1962        | Telstar 1           | Thor Delta     | Pierwszy aktywny satelita telekomunikacyjny. Dokonał pierwszej transmisji ruchomego obrazu telewizyjnego. |
| 28 lipca 1962        | Kosmos 7            | Wostok         | Druga udana misja radzieckiego satelity wywiadowczego. Po czterech dniach kapsuła z negatywami wylądowała w pobliżu miasta Uralsk. |
| 11 sierpnia 1962     | Wostok 3            | Wostok         | Trzeci radziecki załogowy lot kosmiczny. Kosmonauta Andrijan Nikołajew wykonał 64 okrążenia Ziemi. Celem misji było spotkanie na orbicie z bliźniaczym statkiem Wostok 4. |
| 12 sierpnia 1962     | Wostok 4            | Wostok         | Czwarty radziecki załogowy lot kosmiczny. Kosmonauta Paweł Popowicz w przestrzeni kosmicznej spędził 70 godzin, a najbliższa odległość jego statku do Wostoka 3 wynosiła ok. 6 km. |
| 18 sierpnia 1962     | Kosmos 8            | Kosmos         | Satelita technologiczny służący do badania możliwości wojskowego wykorzystania satelitów. Badał min mikrometeoroidy. |
| 23 sierpnia 1962     | DMSP Block 1 F-2    | Scout X-2      | Pierwszy amerykański wojskowy satelita meteorologiczny. |
| 27 sierpnia 1962     | Mariner 2           | Atlas Agena B  | Pierwsza amerykańska międzyplanetarna sonda, która dotarła do Wenus. |
| 17 września 1962     | Corona 51 ERS 2     | Thor Agena B   | *Dwunasty amerykański satelita satelita rozpoznawczy z serii Keyhole-4 mający robić zdjęcia powierzchni Ziemi. *ERS 2 miał badać zmiany w poziomie promieniowania kosmicznego. |
| 18 września 1962     | TIROS 6             | Thor Delta     | Wspomagał prognozy pogody na potrzeby załogowej misji Mercury-Atlas 8. Prowadził eksperymentalną detekcję pokrywy śnieżnej. |
| 29 września 1962     | Alouette 1          | Thor Agena B   | Pierwszy kanadyjski satelita, pierwszy satelita, który nie należał do ZSRR lub USA. Celem misji było badanie jonosfery. |
| 2 października 1962  | Explorer 14         | Thor Delta A   | Badał promieniowanie kosmiczne i magnetosferę. |
| 3 października 1962  | Mercury-Atlas 8     | Atlas D        | Trzeci amerykański załogowy lot orbitalny. Po wykonaniu sześciu okrążeń Ziemi Walter Schirra bezpiecznie wylądował na powierzchni Pacyfiku. |
| 18 października 1962 | Ranger 5            | Atlas Agena B  | Z powodu usterki w systemie kierowania nieudana próba zderzenia się sondy z powierzchnią Księżyca. |
| 27 października 1962 | Explorer 15         | Thor Delta A   | Poza promieniowaniem kosmicznym i magnetosferą, badał także promieniowanie wytworzone podczas próbnych wybuchów jądrowych. |
| 31 października 1962 | ANNA 1B             | Thor Able Star | Pierwszy amerykański satelita geodezyjny, którego pomiary zostały wykorzystane do celów kartograficznych. |
| 1 listopada 1962     | Mars 1              | Mołnia         | Sonda miała przelecieć w odległości 11 tysięcy kilometrów od Marsa. Z powodu usterki utracono z nią łączność w odległości 193 tysięcy kilometrów od celu misji. |
| 13 grudnia 1962      | Relay 1             | Thor Delta B   | Dokonał pierwszego połączenia satelitarnego między dwoma kontynentami amerykańskimi. |
| 16 grudnia 1962      | Explorer 16         | Scout X-3      | Badał prawdopodobieństwo uderzenia statku przez mikrometeoroid. |
| 19 grudnia 1962      | Transit 5A          | Scout X-3      | Badał system nawigacyjny dla okrętów podwodnych wyposażonych w pociski balistyczne UGM-27 Polaris. |